# Betekenen
Het betekenen is de uitreiking van gerechtelijke stukken, zoals een dagvaarding, een oproeping of een vonnis, aan een verdachte, een getuige, een gedaagde partij of belanghebbende, zoals de afgifte van een originele akte (een exploot) of een afschrift ervan door de deurwaarder.
De betekening geschiedt door de overhandiging van de stukken door de deurwaarder aan de geadresseerde. Wanneer de geadresseerde niet aanwezig is of de deur niet opent, zal de deurwaarder het exploot in een gesloten envelop doen met daarop aanduidingen dat het een ambtelijk stuk betreft dat directe inzage behoeft en het in de brievenbus deponeren. Mocht dat ook niet lukken, dan zal de deurwaarder het via de post laten bezorgen. (Dit is zoals het wettelijk geregeld is. De wet zegt niet hoe het voor de post mogelijk is om het exploot te bezorgen als de deurwaarder het niet kan.)
In de wet staat dat de deurwaarder de stukken AAN het adres achterlaat. In de praktijk zal dat meestal de brievenbus zijn. Dit is ook bekend als het 'laten van een afschrift' van een exploot.
De betekening verschilt van een kennisgeving daar er bij een kennisgeving geen sprake is van een tussenkomst door de gerechtsdeurwaarder.